# Сенное (Сумская область)
Сенное (укр. Сінне) — село,
Сенновский сельский совет,
Краснопольский район,
Сумская область,
Украина.
Код КОАТУУ — 5922385801. Население по переписи 2001 года составляло 468 человек .
Является административным центром Сенновского сельского совета, в который, кроме того, входят сёла
Бариловка,
Гнилица и
Груновка.

## Географическое положение
Село Сенное находится на берегу безымянной реки, которая через 7,5 км впадает в реку Псел.
На расстоянии в 3 км расположены сёла Бариловка, Груновка и Гнилица.
К селу примыкает большой лесной массив (дуб, клён).

## Экономика
- Молочно-товарная ферма.
- КСП им. Мичурина.

## Объекты социальной сферы
- Школа.

## Достопримечательности
- Братская могила советских воинов.

В период Великой Отечественной войны в августе 1943 года в районе села располагался ППГ 4388, которым производились захоронения советских воинов . В настоящий момент место расположения данного захоронения неизвестно.